# IceFrog
IceFrog (настоящее имя — Абдул Измаил (англ. Abdul Ismail)) — геймдизайнер, известный самой долгой поддержкой и разработкой, вплоть до текущего момента, модификации Defense of the Ancients для Warcraft III. В данный момент он работает в Valve Corporation в качестве главного геймдизайнера Dota 2 — полноценной игры в жанре MOBA, основанной на DotA. IceFrog принял участие в работе над DotA в 2005 году, став основным разработчиком игры вместо Стива Фика «Guinsoo». С начала разработки IceFrog добавил большое количество дополнений, включая новых героев, изменения в ландшафте и геймплее. Выпуск новых версий сопровождался списком изменений, опубликованном на официальном сайте.
IceFrog продолжает сохранять анонимность, не раскрывая публично своё имя; однако в феврале 2009 года, отвечая на вопросы игроков в собственном блоге, он назвал свой возраст — 25 лет. В 2010 году анонимный пользователь Интернета (представившийся как сотрудник компании Valve) написал в блоге статью под названием «The Truth About IceFrog» (рус. Правда об IceFrog'e). В ней утверждается, что ещё до перехода в Valve IceFrog тайно сотрудничал с S2 Games и работал над Heroes of Newerth, другой игрой в жанре MOBA. В этой же статье было впервые раскрыто реальное имя разработчика — Абдул Измаил. В документах, относящихся к судебному разбирательству между Blizzard Entertainment и Valve (по завершении которого интеллектуальной собственностью на Dota стала владеть именно Valve) сведения анонимного сотрудника подтверждаются. В документах также присутствует имя Абдул Измаил и упоминается его работа над Heroes of Newerth.